# کی‌تی کورپوریشن
کی‌تی کورپوریشن (به کره‌ای: 주식회사 케이티) (به انگلیسی: KT Corporation) در گذشته کره تلکام (به انگلیسی: Korea Telecom) یک فراهم‌کننده کره‌ای خدمات مخابرات بی‌سیم و ثابت است. کی‌تی بر خدمات تجارت مخابرات و فناوری اطلاعات تمرکز دارد و دارای بیشترین سهم تلفن محلی و اینترنت در کره جنوبی است. این شرکت در سال ۱۹۸۱ به عنوان یک شرکت عمومی تأسیس شد.